# Lesław Skinder

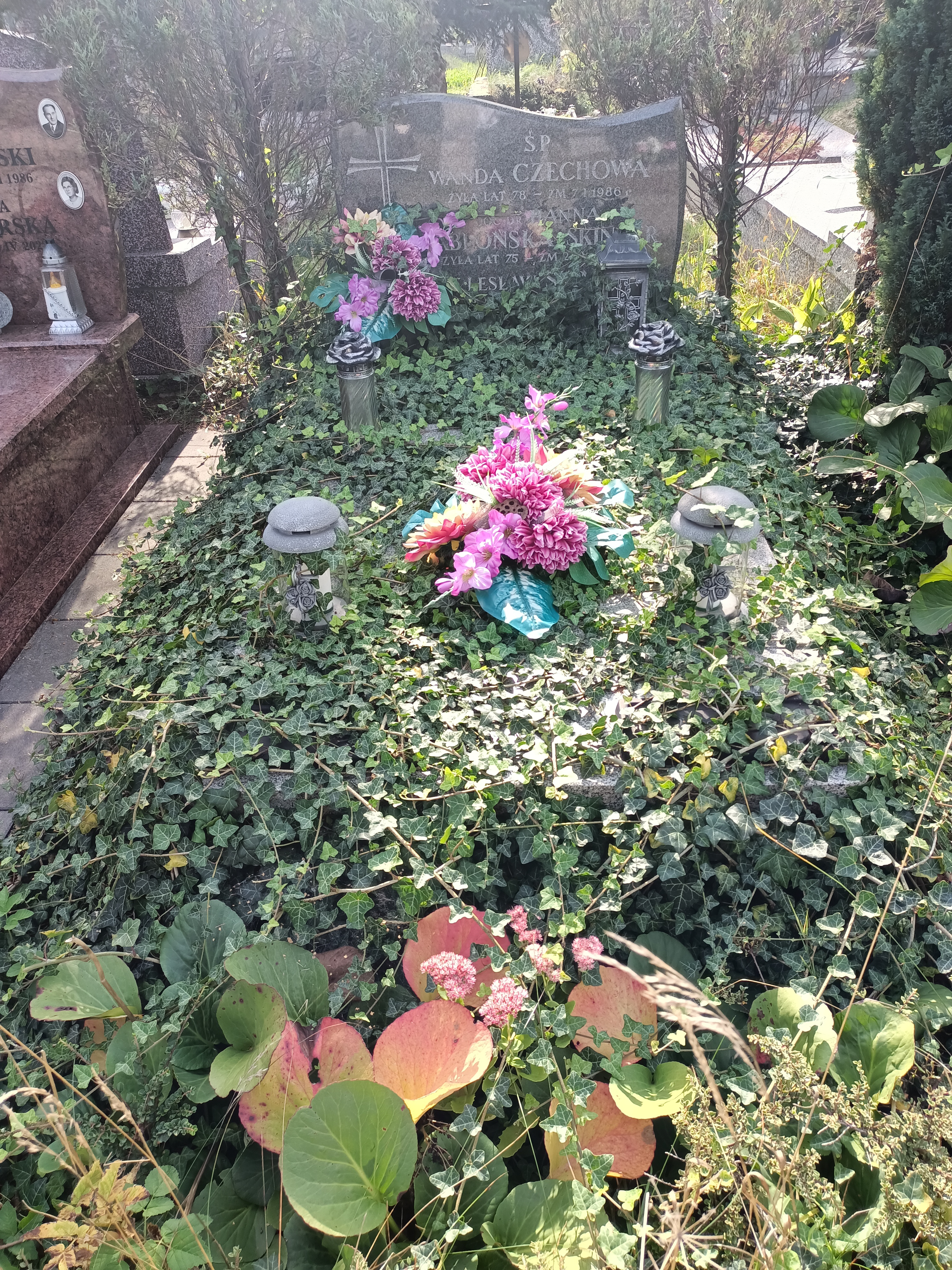
Grób Lesława Skindera na Cmentarzu Komunalnym Północnym w Warszawie

Lesław Skinder (ur. 18 kwietnia 1932 w Grodnie, zm. 23 czerwca 2020) − polski dziennikarz sportowy, wieloletni redaktor Polskiego Radia.

## Życiorys
Absolwent Politechniki Szczecińskiej. W latach 1956–1968 redaktor Kuriera Szczecińskiego, później pracownik rozgłośni Polskiego Radia i Ośrodka Telewizji Polskiej w Szczecinie. W latach 1973–1976 redaktor naczelny Redakcji Programów Sportowych TVP. Od 1977 sportowy komentator radiowy. Działacz Stowarzyszenia Dziennikarzy Polskich w Szczecinie. Sprawozdawca z kilkunastu letnich i zimowych igrzysk olimpijskich oraz z wielu mistrzostw świata i Europy w lekkoatletyce. Prezes Zarządu Warszawskiego Towarzystwa Przyjaciół Wilna i Grodna, inicjator budowy polskiej szkoły w Grodnie (1996) i jej wieloletni opiekun, kawaler Orderu Uśmiechu.
W 2009 otrzymał Honorowy Złoty Mikrofon – „za niezwykłe wzruszenia, za wspaniałą umiejętność malowania słowem relacji sportowych oraz za stworzenie od fundamentów polskiej szkoły na Białorusi i za bezustanne czuwanie, aby uczącym się tam dzieciom nigdy niczego nie zabrakło”.